# Cecil Bødker
Cecil Bødker (ur. 27 marca 1927 we Fredericii, zm. 19 kwietnia 2020) – duńska pisarka.
Najwięcej sławy przysporzyła jej stworzona przez nią postać Silasa. Jest autorką książki Jerutte z Lisiej Polany.
Nagrody:
- 1976 – Nagroda im. Hansa Christiana Andersena (najwyższe światowe odznaczenie w dziedzinie twórczości dla dzieci)
- 1985 – Złote Laury za Dzieci Marii. Chłopiec (Marias Barn. Drengen) i Dzieci Marii. Mężczyzna (Marias Barn. Manden).